# Эквадорские ценолесты
Эквадорские ценолесты (лат. Caenolestes) — род сумчатых млекопитающих из семейства ценолестовых (Caenolestidae), обитающих в горных (1500—4000 м) влажных лесах и лугах на север-западе Южной Америки (Венесуэла, Колумбия, Перу, Эквадор).
Представлен 4 современными видами и двумя ископаемыми (миоцен?).

## История изучения и этимология
Род был описан Робертом Фишером Томсом в 1863 году с одним видом — эквадорским ценолестом, которому было дано латинское название Hyracodon fuliginosus. Позже выяснилось, что то же родовое название уже присвоено вымершему непарнокопытному (Leidy, 1856), поэтому современное научное название Caenolestes род получил в 1895 году от Олдфилда Томаса. Оно происходит от двух слов: др.-греч. καινός — «новый» и λῃστής — «разбойник».

## Классификация
В род включают следующие виды с ареалами: 
- Caenolestes caniventer Anthony, 1921 — Серобрюхий ценолест, Анды юго-запада Эквадора и северо-запад Перу
- Caenolestes condorensis Albuja & Patterson, 1996 — Андийский ценолест[3][неавторитетный источник], Анды юго-востока Эквадора
- Caenolestes convelatus Anthony, 1924 — Черноватый ценолест, Анды северо-запада Колумбии и Эквадора
- Caenolestes fuliginosus (Tomes, 1863) — Эквадорский ценолестtypus, Анды Эквадора, Колумбии и северо-запад Венесуэлы
- Caenolestes sangay Ojala-Barbour et al., 2013 — восточные склоны Анд на юге Эквадора (национальный парк "Сангай")[6]

Вымершие виды:
- † Caenolestes minor
- † Caenolestes judithae